# Jigging

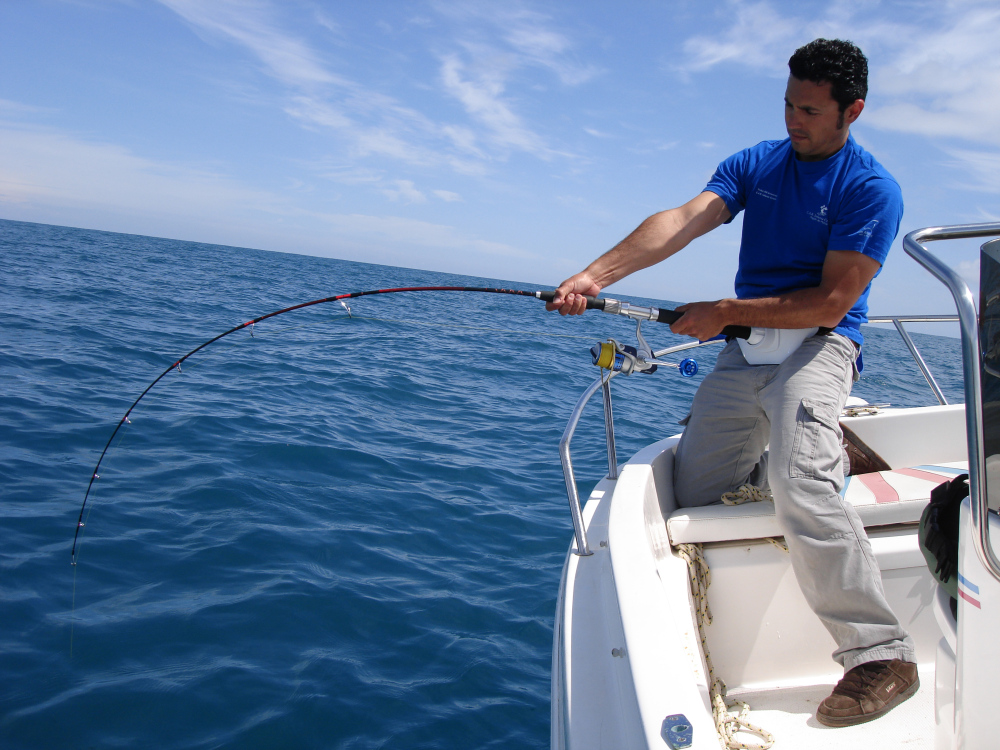
Captura de un gran ejemplar durante la práctica del jigging

El jigging, también llamado pesca vertical se ha convertido en los últimos años en un fenómeno sin precedentes en la pesca deportiva mundial. Originalmente se practicaba de modo tradicional en Japón y hasta los años noventa no hay noticias de las primeras prácticas en Europa.
Esta modalidad de pesca, consiste básicamente en el uso de señuelos plomados desde embarcación que son dejados caer libremente al fondo. En este punto, el pescador va realizado recuperaciones rítmicas del sedal, al tiempo que ejerce una acción sincronizada a través de las flexiones de la caña. El objetivo no es otro que el de simular a un pez que huye erráticamente hasta la superficie. Esto resulta sumamente atractivo para grandes depredadores, hasta el punto de capturar piezas de tamaño muy importante.
Si bien, esta técnica nipona, requiere de un equipo especialmente preparado, de tal modo que pueda hacer frente a la lucha contra potentes depredadores en los últimos años, se están empezando a diseñar cañas y carretes específicos para cada una de las tendencias sucedáneas del jigging.
Esta modalidad existe desde la antigüedad, siendo un sistema proveniente de las poblaciones situadas al norte del antiguo continente, quienes se valían para la confección de estos señuelos, de huesos, piedras y tejidos de origen vegetal.
Estos señuelos, denominados jigs, han sufrido modificaciones evolutivas hasta el día de hoy, pasando desde formas que asemejan a gran cantidad de animales marinos como peces pasto, hasta los materiales, tales como metales, en la que el plomo goza de mayor popularidad y mejor efectividad.
En la actualidad se pueden adquirir infinidad de variedades y colores de cientos de fabricantes y marcas, quienes desarrollan todo tipo de investigaciones para la mejora de estos efectos.

## Material

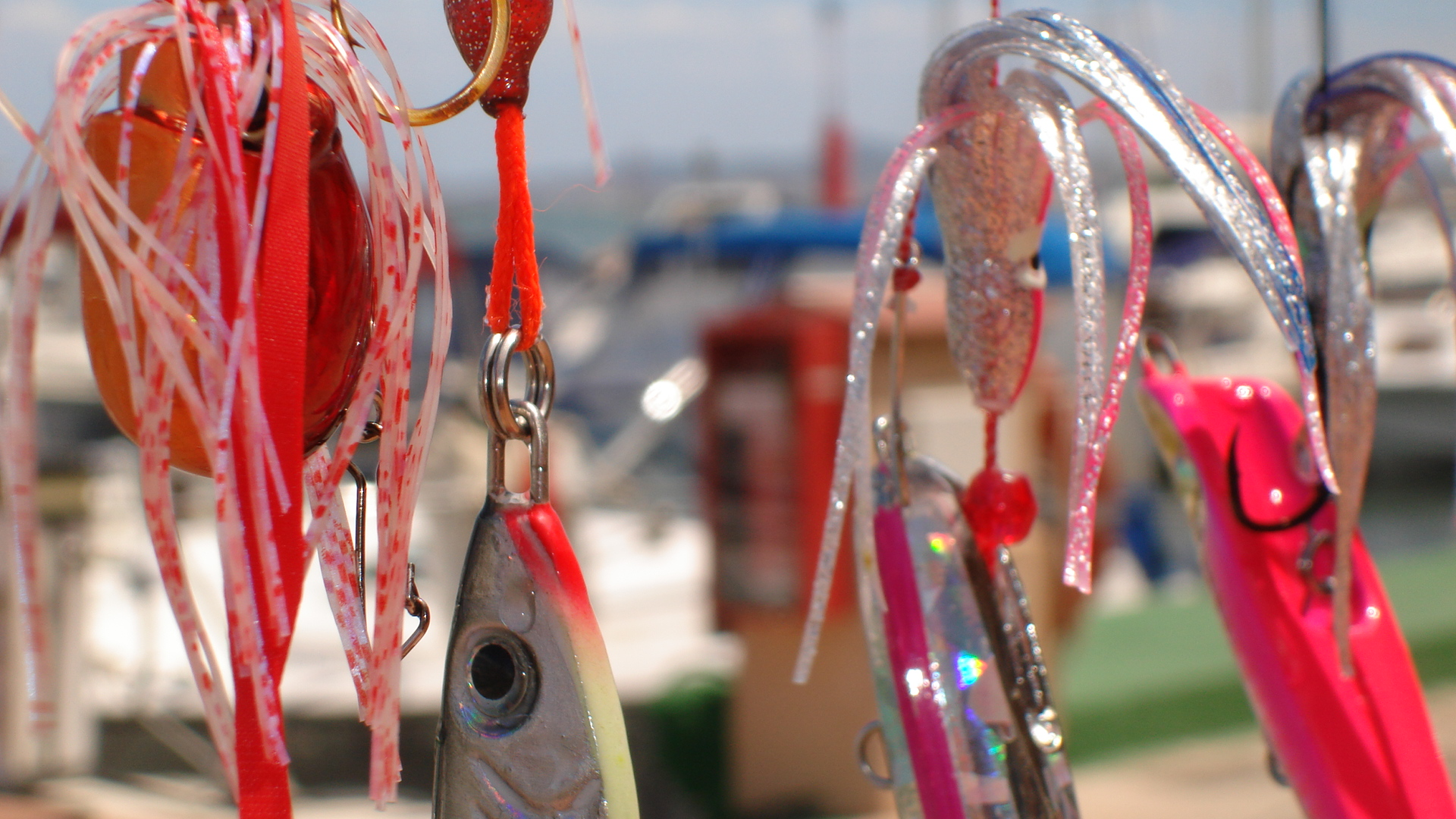
Algunos jigs de los más habituales

El equipo habitual para la práctica de esta modalidad, se compone básicamente, de una caña o vara, un carrete y una línea madre de la que prende el jig; cada equipo dispondrá de unas características particulares, dependiendo del lugar, acción, así como del objetivo.
Actualmente se pueden adquirir infinidad de equipos y combinaciones entre vara, carrete, sedal y señuelo, siendo lo más apropiado el uso de carretes con una relación de baja ratio -vueltas de carrete por cada giro de la manivela-, 4:1, 5:1 , con el fin de imprimir un movimiento adecuado al señuelo; como curiosidad sobre los carretes diseñados para el jigging tropical, cabe mencionar, que algunos de ellos, sin llegar a pesar más de un kilo, están más que preparados para soportar una fuerza de frenado de hasta 40 y 50 kilos de presión.
Con respecto a las cañas a utilizar, habrá de tener en cuenta que es una modalidad que se práctica desde embarcación, por lo que el tamaño de la caña será de especial relevancia. Lo más cómodo y habitual, será la ultilizacion de varas que no superen los 200cm, con una flexibilidad y acción en directa relación con el gramaje del señuelo, al tiempo que sean lo suficientemente resistentes como para aguantar las acometidas de piezas colosales.
Por último y no por ello menos importante será el uso de un sedal que cumpla con las exigencias del jigging, siendo lo más aconsejable, el uso de líneas trenzadas hechas de material acrílico, las cuales ofrecen altísima resistencia, un peso y resistencia a la corriente muy reducido, y un diámetro acorde con las exigencias del pescador; carecen de elasticidad, cualidad que consigue un estrecho y eficaz contacto y coordinación entre el pescador, caña y señuelo. Esta línea trenzada debe combinarse, mediante un nudo allbright con un monofilamento de fluorocarbono en el extremo, de aproximadamente diez metros de longitud, línea de alta resistencia que permanecerá invisible ante los ojos del pez; de este terminal prenderá el señuelo mediante un quitavueltas o emerillón.
El señuelo podrá variar, según la modalidad de jigging a realizar, pasando desde los ya clásicos peces metálicos, hasta los shads, kaburas e inchikus -señuelos compuestos por vinilo y una bala o cabeza metálica-.

## Ejecución del jigging

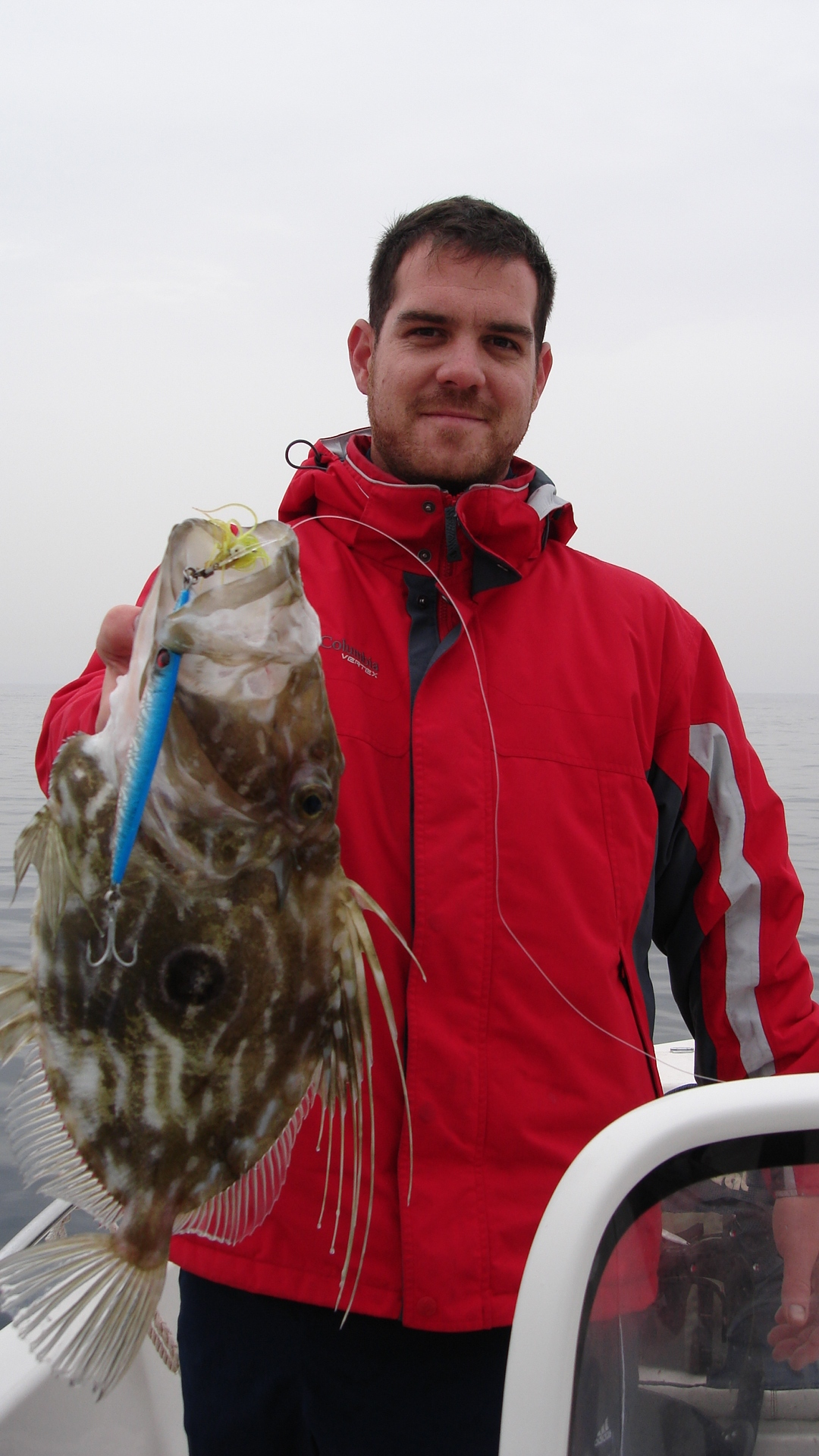
Pez de San Pedro capturado con la técnica de deep jigging

Con respecto al movimiento del señuelo, podrá variar, dependiendo de la profundidad desde donde se realice la actividad, del señuelo empleado o de la pieza a lograr, pudiendo combinar toda clase de movimientos y recuperaciones a lo largo de la vertical; también resulta eficaz, el simple levantamiento del señuelo desde el fondo, dejándolo reposar a modo de bucle en diferentes profundidades, aliñado todo con derivas controladas al pairo o a garete -sin fondeo-, con el fin de llamar la atención de una presa y recorrer la máxima extensión posible.
Los lugares más apropiados para la realización de este tipo de pesca, serán todos aquellos fondos accidentados, bien por rocas o por pecios, así como el resto de la masa acuática hasta superficie; la ayuda de un equipo de sondeo, confirmara la existencia de accidentes orográficos en las profundidades o la presencia de actividad bajo el casco.
Existen variantes del jigging que se valen de señuelos naturales, tanto vivos como inertes, siendo lo más habitual, el uso de cefalópodos o peces vivos, lastrados por piezas de plomo, estratégicamente colocadas, que harán que estos se sumerjan fácilmente y ayuden al pescador en su maniobra y control desde superficie. Esta última modalidad de jigging, es más conocida por la denominación de pesca al vivo, live kab  o jigging orgánico.
Son víctimas potenciales de este último sistema, todo el conjunto de depredadores tanto bentónicos -poblaciones que viven en estrecha relación con el fondo marino- como pelágicos (nadadores erraticos y migradores), encontrando entre ellos al cardumen de labridae, esparidae o túnidos.